# Biblioteca del Campus de Álava “Koldo Mitxelena”
La Biblioteca del Campus de Álava “Koldo Mitxelena” es un centro de recursos para el aprendizaje, la docencia y la investigación ubicado en Vitoria, Álava, pertenece a la Universidad del País Vasco.
Desde el año 2000 tiene su sede en el edificio del Aulario "Las Nieves" del Campus de Álava de Vitoria. 

## Historia
La organización actual de la biblioteca universitaria está condicionada por la propia historia de la Universidad, su estructura y desarrollo.
En 1977, mediante un Decreto de 23 de septiembre, se procedió a extender el Distrito de la Universidad de Bilbao a las provincias de Vizcaya, Álava y Guipúzcoa. Por otra parte, se dejaba abierta la posibilidad de un futuro cambio de denominación a través del artículo 4º del citado Decreto. Esta modificación de los distritos de las Universidades de Valladolid y de Bilbao con la extensión del de esta última, fue posteriormente detallada en una Orden de octubre que señaló la incorporación a la Universidad de Bilbao de los centros enclavados en Álava y Guipúzcoa que habían dependido hasta entonces de la Universidad de Valladolid. En el caso de Álava , y que eran los siguientes: Escuela Universitaria de Profesorado de Educación General Básica. Incorporada a la Universidad de Valladolid en 1972 y los fondos de la Escuela Universitaria de Ingeniería Técnica Industrial. Al igual que la anterior, incorporada a la Universidad de Valladolid en 1972.
La actual Biblioteca del Campus de Álava, recoge los fondos que antiguamente se encontraban dispersos en las bibliotecas de las diferentes facultades: Escuela Universitaria de Formación del Profesorado de EGB, Escuela de Ingeniería de Vitoria, Facultad de Filología, Geografía e Historia.

## Edificio
El edificio se encuentra situado al sur de la ciudad de Vitoria, fue construido a comienzos de 1900, como asilo asistencial, teniendo una gran presencia urbana. Resultando dicha obra fundamental en la planificación y crecimiento de esta parte de la ciudad. Su restauración y rehabilitación un siglo más tarde, ya como Biblioteca Central del actual Campus Universitario, ha sabido mantener del carácter inicial del edificio.
El 4 de agosto de 1899 se procedió a la bendición del terreno y colocación de la primera piedra del Asilo y Manicomio Provincial de Santa María de las Nieves. El proyecto fue encargado al arquitecto Fausto Iñiguez de Betolaza, que tenía a su disposición un amplio terreno de intervención, ya que la superficie en la que se debía emplazar el antiguo asilo era de 46.403 m², llegando a cerca 100.000 m² si tenemos en cuenta el terreno que circunvala al edificio.
En el año 2000 el arquitecto de José Luis Catón presenta una completa memoria de rehabilitación para el edificio de “Las Nieves”, para convertirlo en Biblioteca Central del Campus de Álava, dando a la totalidad del antiguo edificio una nueva función. El proyecto intenta ser respetuoso con el carácter que la edificación tuvo en su día, destacando la importancia urbana del mismo. Deseando por otra parte, encontrar un término medio que permita conciliar los intereses de valor patrimonial y el carácter funcional de la nueva intervención.
Para poder cumplir con las exigencias del programa, se debe ocupar toda la planta baja y además cubrir los patios para conseguir dos grandes salas de lectura. Esta solución aparentemente traumática para el edificio, es perfectamente comprensible dentro de la simetría compositiva original. Con esta intervención se permite que el antiguo edificio tenga la luz natural como tenía originalmente y la nueva construcción del patio correspondiente al antiguo claustro, con una cubierta a cuatro aguas peraltada, disponga de gran luminosidad natural y no afecte a la construcción del antiguo inmueble. Las áreas administrativas y de trabajo interno de la biblioteca ocuparán los locales de las antiguas cocinas, detrás del ábside de la antigua iglesia

## Estructura
La estructura organizativa de la biblioteca se distribuye en varias secciones.
- Dirección adjunta de la Biblioteca del Campus de Álava
- Servicio de adquisiciones
- Servicio de documentación
- Servicio de apoyo al aprendizaje
- Servicio de apoyo a la docencia y la Investigación: investigación
- Área de humanidades y ciencias Sociales
- Área de ciencia y tecnología
- Reservas
- Revistas

## Fondos
Entre sus fondos destacan importantes donaciones:

#### Fondo Basterrechea
En 2010 Carmen y Juan Javier Basterrechea Matoni donaron a la biblioteca su valiosa colección formada por más de 5.000 obras de gran riqueza y variedad destacando una importante y exquisita muestra de arte y cultura orientales además de una gran colección de facsímiles de época medieval y renacentista.Entre los volúmenes hay herbolarios, beatos, libros de horas o colecciones de planos portuarios delicadamente copiados y miniados con un valor cultural fuera de toda duda. 

## Servicios
Entre los servicios ofrecidos destacan: el uso y préstamo de la colección bibliográfica, el acceso en línea a numerosos recursos, la orientación y formación de personas usuarias, la oferta de espacios adecuados para el estudio y la investigación, equipamiento informático, multimedia y de reprografía, el servicio de documentación y préstamo interbibliotecario, un repositorio digital para la publicación en acceso abierto, servicios especializados de apoyo a la investigación (bibliometría, evaluación de publicaciones) y, en última instancia, asesoramiento y ayuda personalizada en todo aquello que tenga que ver con la obtención y gestión de información científica y publicaciones académicas.

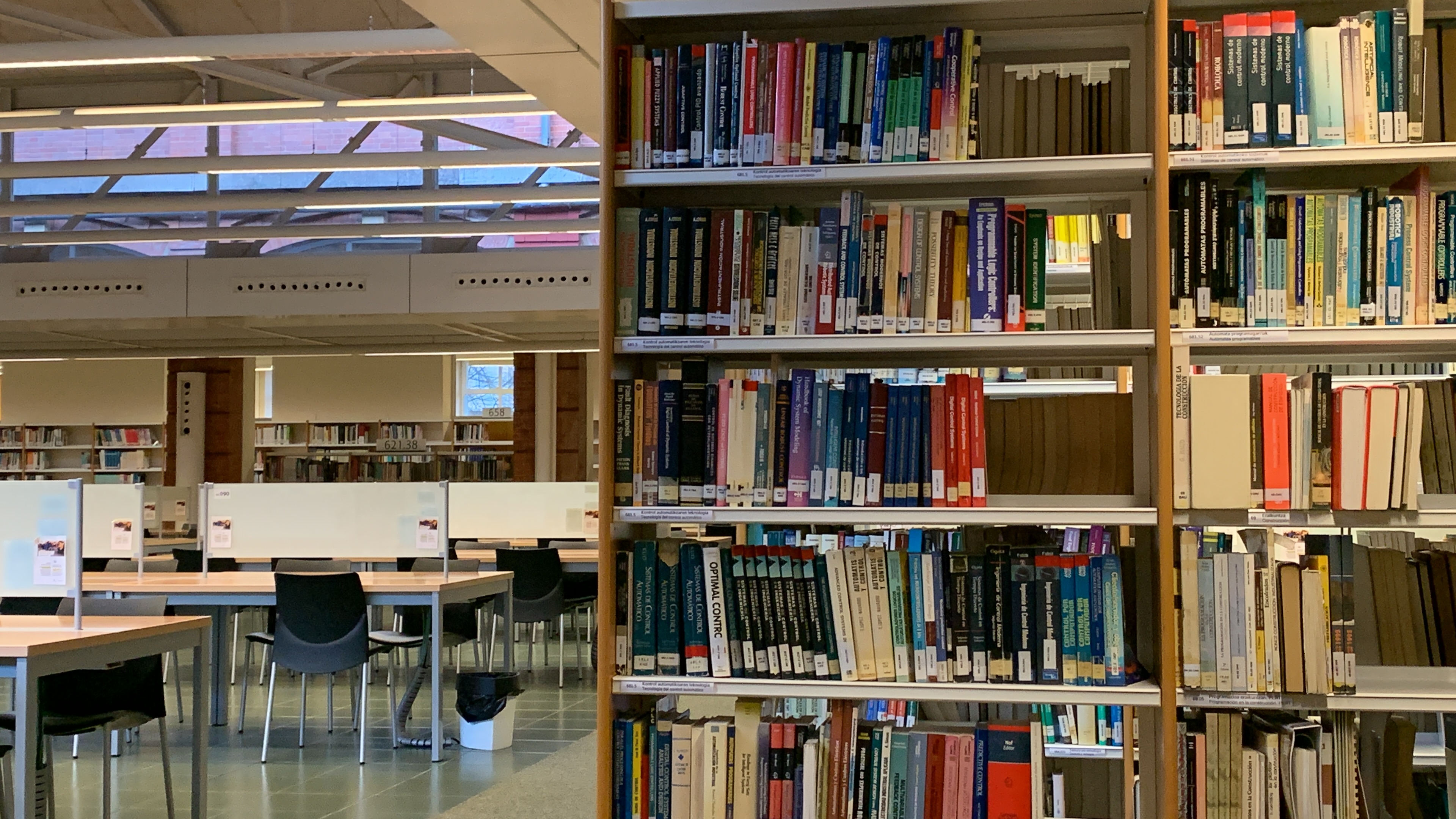
Sala de lectura

Forma parte de Rebiun así como del grupo de bibliotecas de las universidades G9 (bibliotecas universitarias de comunidades autónomas con solo una universidad pública). Desde 2017 está integrada en WorldCat y además desde 2018 participa en WMS-OCLC (proyecto internacional de catalogación cooperativa ligado a WorldCat y del que forman parte miles de bibliotecas de todo el mundo).

## Instalaciones

### Vestíbulo

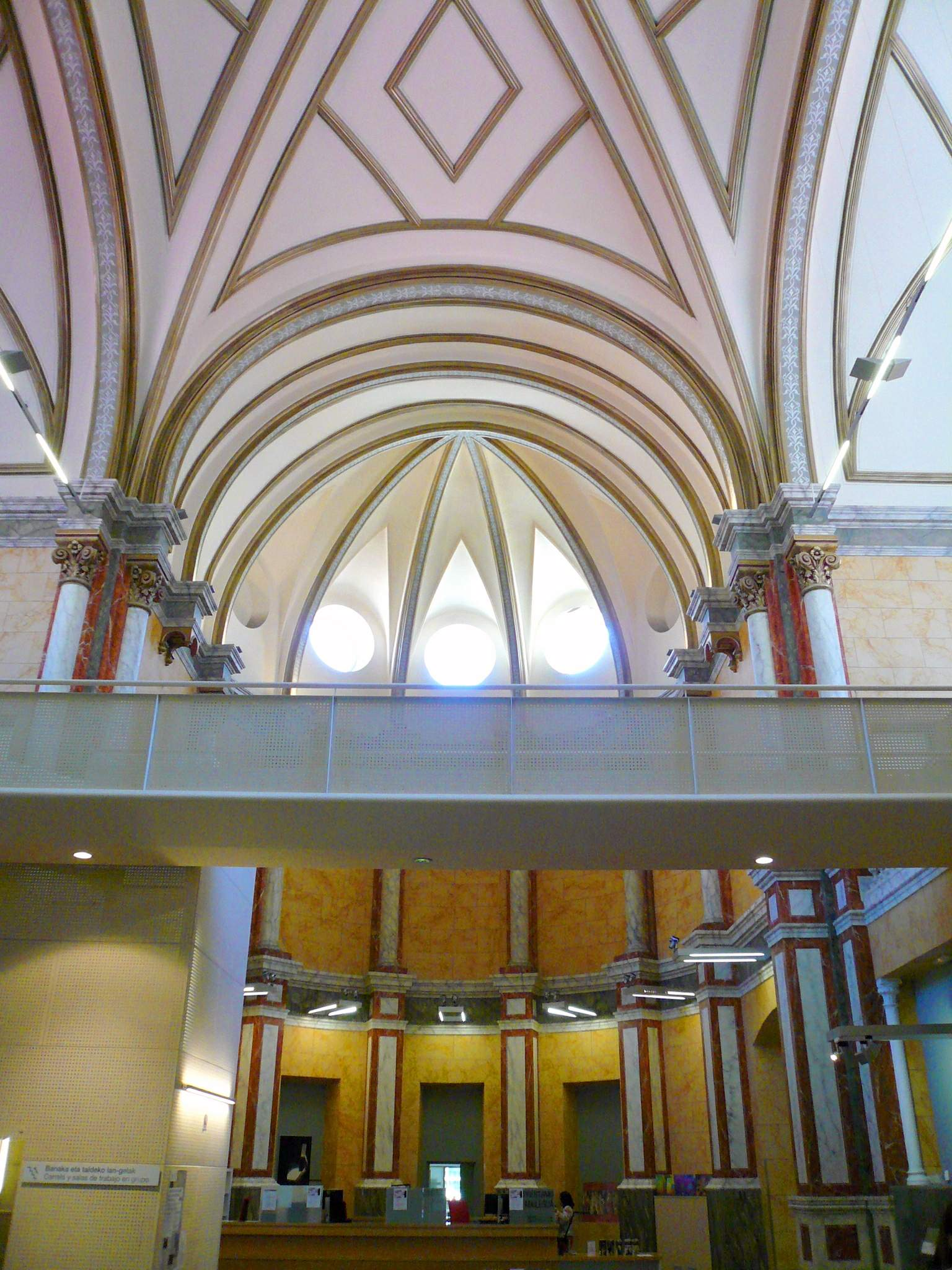
Mostrador de préstamo

Mostrador de información, préstamo y recogida de reservas, ordenadores para consulta del catálogo, autopréstamo. Salas de trabajo en grupo, carrels.

### Ala derecha
- Sala de Revistas Científicas.
- Sala Ramón y Cajal: Medicina, Farmacia e Ingeniería.
- Sala Pío Font Quer: Ciencias Naturales, Física, Química y Matemáticas.
- Sala Miguel de Unamuno: Educación.
- Sala Íñiguez de Betolaza: Arte.

### Ala izquierda
- Salas de Revistas de Humanidades I y II.
- Sala Tuñón de Lara: Historia y Arqueología.
- Sala Caro Baroja: Filosofía, Economía, Derecho  y Trabajo Social.
- Sala María Moliner: Lenguas modernas.
- Sala Homero: Lenguas clásicas.

## Premios y distinciones
- Distinción Landázuri 2015. [13]